# Fumiyuki Murakami
Fumiyuki Murakami (jp. 村上 史行 Murakami Fumiyuki; * 14. Juni 1985 in Sapporo) ist ein ehemaliger japanischer Snowboarder. Er startete in den Freestyledisziplinen.

## Werdegang
Murakami trat international erstmals bei den Juniorenweltmeisterschaften 2000 in Berchtesgaden in Erscheinung. Dort errang er den 53. Platz in der Halfpipe. Im folgenden Jahr wurde er japanischer Meister und kam bei den Juniorenweltmeisterschaften 2001 in Nassfeld auf den 17. Platz in der Halfpipe. Sein Debüt im Snowboard-Weltcup gab er zu Beginn der Saison 2001/02 in Whistler, wobei er den 45. Platz in der Halfpipe errang. Im weiteren Saisonverlauf erreichte er mit Platz neun im Big Air in Sapporo seine erste Top-Zehn-Platzierung im Weltcup und zum Saisonende den 15. Rang im Big-Air-Weltcup. In der Saison 2002/03 belegte er bei den Juniorenweltmeisterschaften 2003 in Prato Nevoso den 44. Platz und bei den Snowboard-Weltmeisterschaften 2003 am Kreischberg den 52. Rang in der Halfpipe. Zudem wurde er bei den Winter-Asienspielen 2003 in der Präfektur Aomori Sechster in der Halfpipe. In der folgenden Saison erreichte er mit Platz zwei in der Halfpipe am Kreischberg seine erste Podestplatzierung im Weltcup und mit dem 15. Platz im Halfpipe-Weltcup sein bestes Gesamtergebnis. Außerdem siegte er bei den japanischen Meisterschaften in der Halfpipe. Nach den Plätzen 52 und 16 zu Beginn der Saison 2005/06, kam er beim Weltcup in Whistler mit Platz zwei in der Halfpipe nochmals aufs Podest. Bei seiner einzigen Teilnahme an Olympischen Winterspielen im Februar 2006 in Turin belegte er den 22. Platz in der Halfpipe. Zum Saisonende absolvierte er in Furano seinen 21. und damit letzten Weltcup, welchen er auf dem 19. Platz in der Halfpipe beendete und errang den 21. Platz im Halfpipe-Weltcup. Zudem wurde er japanischer Meister in der Halfpipe.

## Erfolge

### Olympische Spiele
- 2006 Turin: 22. Platz Halfpipe

### Weltmeisterschaften
- 2003 Kreischberg: 52. Platz Halfpipe

## Weltcupwertungen
| Saison  | Gesamt | Gesamt | Halfpipe | Halfpipe | Big Air | Big Air |
| Saison  | Punkte | Platz  | Punkte   | Platz    | Punkte  | Platz   |
| ------- | ------ | ------ | -------- | -------- | ------- | ------- |
| 2001/02 | -      | -      | 162      | 85.      | 530     | 15.     |
| 2002/03 | -      | -      | 610      | 32.      | -       | -       |
| 2003/04 | -      | -      | 1385     | 15.      | -       | -       |
| 2005/06 | 1305   | 70.    | 1305     | 21.      | -       | -       |